# Anassandride
Anassandride, figlio di Anassandro (in greco antico: Ἀναξανδρίδης?, Anaxandrídes; Camiro o Colofone, prima del 376 a.C. – dopo il 347 a.C.), è stato un commediografo greco antico.

## Biografia
Nato a Rodi, più precisamente a Camiro, poi si stabilì ad Atene, dove esercitò l'attività drammaturgica all'epoca di Filippo II.
Esponente della commedia di mezzo, secondo la Suda Anassandride fu autore di 65 commedie e ottenne dieci vittorie (sette alle Dionisie, la prima nel 376 a.C. alla 101ª Olimpiade, e tre alle Lenee).

## Opere
Anche se si dice che abbia distrutto molte delle sue opere, adirato per il fatto che erano state respinte, restano comunque 82 frammenti, di cui 2 dubbi, e 41 titoli:
- Agroikoi (Rustici)
- Aischra
- Anchises
- Amprakiotis
- Anteron (Rivale in amore)
- Achilleus
- Gerontomania (I vecchi pazzi)
- Didymoi (I gemelli)
- Dionysou Gonai (Nascita di Dioniso; secondo posto)
- Helena
- Erechtheus[4]
- Eusebeis (Pii)
- Zographoi (Pittori) o Geographoi
- Heracles
- Thettalai
- Thesauros
- Theseus
- Io[5]
- Kanephoros
- Cercius o Cercion
- Kitharistria
- Kunegetai (I cacciatori)
- Komodotragodia (La tragicommedia)
- Locrides
- Lycurgus
- Mai[nomene][6]
- Melilotos
- Nereus
- Nereids
- Odysseus[7]
- Hoplomachos
- Pandarus
- Poleis
- Protesilaus
- Samia
- Satyrias
- Sosippus
- Tereus
- Hybris
- Pharmacomantis (L'indovino dei veleni)
- Phialephoros (La portatrice di bocchiere).

Secondo la Suda, Anassandride fu il primo poeta a inserire gli intrighi amorosi e le seduzioni delle vergini nelle commedie, che, come emerge da titoli e frammenti, erano appunto incentrate sull'amore, sul quotidiano e sulla parodia mitologica. 
Anassandride scrisse, pare, anche ditirambi, di cui non resta niente.